# Малая Сыя (село)
Малая Сыя — село в Ширинском районе республики Хакасия. Основной вид деятельности жителей — туризм. Из-за непосредственной близости к горным пещерам, село иногда называют спелеодеревней. Входит в Коммунаровский сельсовет

## География
Расположено село на берегу реки Белый Июс. Расстояние от Малой Сыи до районного центра Шира 51 км. Окрестности села входят в охраняемые угодья Июсского государственного природного зоологического заказника.

## Население
| 2010 |
| ---- |
| 32   |

## Экономика
В середине 20 века в селе находилось подсобное хозяйство золотодобывающего рудника «Коммунар», после ликвидации которого осталось полуартельное производство по обжигу кирпича и извести. В настоящее время на территории села находится несколько туристских баз и гостевых домов.

## Туризм
На территории села расположены несколько туристических баз:
- Турбаза «Перевал» — кемпинг и хостел[3]
- Турбаза «Июс-тревел»
- «Гостиный двор» в здании старой электростанции[4]
- Турбаза «Белый Июс»
- Гостевой дом «Малая Сыя»

## Достопримечательности
Частный музей села Малая Сыя

## Археология
Палеолитическая стоянка Малая Сыя
Уникальное по своей исторической ценности, красоте и атмосфере место. Местечко привлекает сотни туристов, исследователей пещер, туристов-спортсменов и учёных из России и из-за рубежа. Возраст палеолитической стоянки около 34 тысяч лет. Наскальные рисунки древних людей расположены на стенах пещер, которыми изобилует местность.
На восточной окраине деревни, на левом берегу реки, в карьере кирпичного завода, находится палеолитическая стоянка Малая Сыя, обнаруженная в 1975 г. новосибирским археологом В. Е. Ларичевым. Относится к периоду верхнего палеолита. Примерная площадь поселения — 2—2,5 тыс. м². При раскопках была получена большая коллекция каменных орудий; найдены кости оленей, сибирского горного козла, бизона и других животных, на которых охотились древние люди. Находки, сделанные Ларичевым, свидетельствуют о том, что для выполнения рисунков на поверхности камня применялись краски разных цветов. Только красная краска имела множество оттенков: от жёлто-красного до ярко-малинового.
Пещера Вокруг Малой Сыи
В бассейне Белого Июса более 20 изученных пещер. Наиболее известные пещеры: Крест, Ящик Пандоры, Археологическая (2 км), Виноградовский провал, Кашкулакская